# 高達
高 達（こう たつ、朝鮮語: 고달、生没年不詳）または長史 高達（ちょうし こうたつ）は、百済蓋鹵王から東城王時代の官吏。官職は長史。中国人名であるため、百済に帰化していた中国人とみられる。漢の朝鮮植民地楽浪郡・帯方郡の漢人遺民とみられ、楽浪郡の楽浪高氏の流れを汲む人物。

## 人物
490年、東城王は失墜した王権を強化するために様々な政策をとる。その一つは、高句麗水軍によって西海の海上交通路が遮断されたことによる孤立を打開するために、対中国外交関係を強化することであった。同年、高達は、行建威將軍廣陽太守兼長史の肩書で、行建威將軍朝鮮太守兼司馬楊茂および行宣威將軍兼參軍会邁とともに南斉に使臣として派遣された。この時、東城王は親書で武帝に使臣の官職を賜与するよう要請し、武帝は高達に行龍驤將軍帶方太守の官職を下賜した。
高達は建威將軍から龍驤将軍に進号したのにあわせて、帯方太守を仮授されている。
蓋鹵王時代の泰始年間（465年から471年)に、劉宋に使臣として派遣されたことがあるため、東城王は高達を南斉への使臣として抜擢したとみられる。また、漢人という出自の特性のため、対中国外交に従事したとみられる。南斉に使臣として派遣された高達は漢の朝鮮半島における植民地楽浪郡の楽浪高氏、司馬の楊茂は楽浪楊氏の流れを汲む人物と判断される。
冠称の「長史」については、軍事に関する官職名を指すとする説が有力視されており、この官爵により、将軍府の設置および長史・司馬・参軍といった僚属の設置が可能となり、高達の「長史」もその府官制に則った官職と推測される。

## 考証
古代における朝鮮・中国・日本三国諸国の中央政治制度を巨視的観点から鳥瞰すると、国家の一般行政業務を担当した外朝と、最高執権者の側近で君主権を支えていた内朝が並存していた。史料によると、百済の国王幕府は久尓辛王五年（424年）から東城王十七年（495年）までの約70年間存在した。久尓辛王は中国東晋安帝から義熙一二年（416年）に、「使持節 都督百済諸軍事 鎮東将軍 百済王」に冊封され、この冊封と共に中国王公府の幕府制を模倣して久尓辛王は、自身の幕府を開設したとみられる。これに関連して高句麗広開土王が中国梁から遼東・帯方二国王に冊封された後、幕府を開設した事実が参照になる。
5世紀の百済では国王幕府が開設され、内朝的機能が遂行され、その属僚の長史、司馬、参軍などの職名を帯びた人物らが国王の側近で近侍臣僚として機能した。久尓辛王、蓋鹵王、東城王代の時代が異なる国王幕府の属僚10人を一瞥すると、王族の余礼を除外すると、張氏三人、高氏、楊氏、会氏、慕氏、陳氏が各々一人で、真氏、解氏をはじめとする百済の有力貴族の姓氏をもつ人物が全くいない。これは百済の国王幕府が伝統貴族とは出身が異なる人物を中心に構成されたことを示唆するが、国王幕府が国王の私的な勢力基盤という点やそれの内朝的機能からみると、当然の人的構成であり、百済王は伝統貴族とは異なる性格の人物を幕府属僚に抜擢したのである。注目すべきは、中国系姓氏をもつ人物が多いことであり、楽浪郡・帯方郡の漢人遺民を幕府属僚に起用したとみられる。この点は、高句麗の広開土王の国王幕府が中国出身の亡命客鎮によって管掌されていたことと同じ脈絡で理解され、百済の国王幕府の属僚が対中国外交で目立った活動をみせたのはこのような出身身分に起因した。百済王は伝統貴族とは出身身分が異なる人物を自身の幕府属僚に抜擢、それを個人的な勢力基盤とし、上佐平中心の貴族勢力の牽制から逃れようとした。百済の内朝は、内官十二部は前内部を最初にして東城王代から設置されはじめて、増設過程を経て泗沘遷都以後、聖王によって最終的に「前内部体制」として整備され、「前内部体制」は前内部を主席官府としながら穀部、肉部、内椋部、外椋部、馬部、刀部、功徳部、薬部、木部、法部、後官部などで構成された。
| 時期                  | 人名 | 既保有官職     | 百済王 私署 官職     | 任命追認官職（爵号） | 任命要請事由                              | 国家 |
| --------------------- | ---- | -------------- | -------------------- | -------------------- | ----------------------------------------- | ---- |
| 久尓辛王五年（424年） | 張威 | 長史           |                      |                      | 使節                                      | 劉宋 |
| 蓋鹵王十八年（472年） | 余礼 | 駙馬都尉・長史 | 冠軍将軍・弗斯侯     | 未詳                 | 使臣                                      | 北魏 |
| 蓋鹵王十八年（472年） | 張茂 | 司馬           | 龍驤将軍・帯方太守   | 未詳                 | 使臣                                      | 北魏 |
| 東城王八年（490年）   | 高達 | 長史           | 行建威将軍・広陽太守 | 建威将軍・広陽太守   | 先例・使臣・邊効邊夙著・勤労公務          | 南斉 |
| 東城王八年（490年）   | 楊茂 | 司馬           | 行建威将軍・朝鮮太守 | 建威将軍・朝鮮太守   | 先例・使臣・志行清壱・公務不廃            | 南斉 |
| 東城王八年（490年）   | 会邁 | 参軍           | 行宣威将軍           | 宣威将軍             | 先例・使臣・執志・周密・屢致勤効          | 南斉 |
| 東城王十七年（495年） | 慕遺 | 長史           | 行龍驤将軍・楽浪太守 | 龍驤将軍・楽浪太守   | 使臣・在官忘私 唯公是務 見危授命 蹈難弗顧 | 南斉 |
| 東城王十七年（495年） | 王茂 | 司馬           | 行建武将軍・城陽太守 | 建武将軍・城陽太守   | 使臣・在官忘私 唯公是務 見危授命 蹈難弗顧 | 南斉 |
| 東城王十七年（495年） | 張塞 | 参軍           | 行振武将軍・朝鮮太守 | 振武将軍・朝鮮太守   | 使臣・在官忘私 唯公是務 見危授命 蹈難弗顧 | 南斉 |
| 東城王十七年（495年） | 陳明 | ?              | 行揚武将軍           | 揚武将軍             | 使臣・在官忘私 唯公是務 見危授命 蹈難弗顧 | 南斉 |